# Mieczysław Pimpicki
Mieczysław Pimpicki (ur. 10 września 1913 w Wilnie, zm. 11 marca 2008 w Olsztynie) – lekarz polski, chirurg, pionier medycyny sportowej, oficer Armii Krajowej, honorowy obywatel Olsztyna.

## Życiorys
Był synem Stefana (właściciela piekarni) i Michaliny z Rymszów. Ukończył Gimnazjum im. Mickiewicza w Wilnie, w 1933 rozpoczął studia na Wydziale Lekarskim Uniwersytetu Stefana Batorego. Jako student był aktywnym sportowcem, zdobył wicemistrzostwo Polski w pływaniu długodystansowym (1935), a także akademickie wicemistrzostwo Polski w alpejskim biegu zjazdowym. W Oszmianie był instruktorem narciarskim. Dyplom lekarza uzyskał 20 czerwca 1939 i jeszcze przed wybuchem II wojny światowej rozpoczął staż w Szpitalu Wojskowym na Antokolu w Wilnie.
Kontynuował pracę w warunkach wojennych, pozostał w Wilnie także po 17 września 1939. Do końca stażu był asystentem prof. Kornela Michejdy, następnie został skierowany do pracy na oddziale chirurgicznym szpitala w Oszmianie. Zdobył w tym okresie tytuł mistrza Białoruskiej Socjalistycznej Republiki Radzieckiej w narciarstwie alpejskim. Po zajęciu Oszmiany przez Niemców w 1941 przez krótki czas kierował szpitalem, potem przeniósł się do Holszan. Nawiązał tam kontakt z Armią Krajową (przyjął pseudonim Biały), zaopatrywał oddziały partyzanckie w leki i środki opatrunkowe, opiekował się rannymi. Po rozkazie dowództwa włączenia osób z konspiracji do partyzantki zgłosił się do dowódcy zgrupowania „Oszmiana” majora Czesława Dębickiego (pseud. Jarema) i w randze porucznika został szefem sanitarnym zgrupowania oszmiańsko-nowogródzkiego. Przez pewien czas przebywał w Puszczy Rudnickiej. W czasie udzielania pomocy rannemu trafił do niewoli radzieckiej; wcielony przymusowo do Armii Czerwonej, odmówił złożenia przysięgi na wierność ZSRR i razem z przeszło 6 tysiącami żołnierzy Armii Krajowej trafił do obozu w Kałudze. Pracował tam przy wyrębie lasu. W pamięci jednego z towarzyszy niewoli, chirurga i karykaturzysty-amatora Tadeusza Ginko, zapisał się jako „wspaniała postać i nieoceniony w każdych warunkach kolega”, który „tryskał siłą i zarażał optymizmem. Nie tracił nadziei i podtrzymywał innych na duchu, jego bronią były: kpina, żart i rubaszny śmiech – bezcenne w tamtych trudnych dniach. Zawsze można było na niego liczyć.”
Po uwolnieniu przybył do Polski w styczniu 1946. Bezskutecznie starał się o pracę w Bydgoszczy, gdzie po wojnie znalazł się prof. Michejda. W lutym 1946 osiadł w Olsztynie, gdzie został starszym asystentem na oddziale chirurgicznym Szpitala Mariańskiego (późniejszego Szpitala Miejskiego), kierowanym przez doktora Jana Janowicza. W 1948 uzyskał specjalizację z chirurgii, w 1954 przejął po Janowiczu funkcję ordynatora. Wprowadził oryginalną metodę leczenia wieloodłamowych złamań kości przy pomocy tzw. gwoździa „L”. W 1947 zorganizował pierwszą w Polsce Poradnię Sportową w Olsztynie, założył również analogiczną placówkę w systemie lecznictwa kolejowego. Działał w Kolejowym Klubie Sportowym Warmia Olsztyn. W latach 1947–1948 był lekarzem na obozie przygotowawczym polskich sportowców przed olimpiadą w Londynie. Należał do wielu towarzystw i organizacji zawodowych, m.in. Polskiego Towarzystwa Lekarskiego oraz Towarzystwa Ortopedycznego i Traumatologicznego, a w 1985 Towarzystwo Chirurgów Polskich nadało mu godność członka honorowego. Wykształcił wielu olsztyńskich lekarzy.
Za wieloletnią pracę i działalność w czasie wojny został odznaczony m.in. Krzyżem Kawalerskim Orderu Odrodzenia Polski, Krzyżem Armii Krajowej, Medalem Zwycięstwa i Wolności 1945, papieskim orderem „Pro Ecclesia et Pontifice”. W 1995 otrzymał tytuł honorowego obywatela Olsztyna.
W 1949 zawarł związek małżeński z Janiną Ciunelis (pielęgniarką). Zmarł 11 marca 2008 w Olsztynie, spoczywa na cmentarzu komunalnym w Olsztynie (kw. 39 rząd 1 grób 7).